# چیترانگادا سینگ
چیترانگادا سینگ (به انگلیسی: Chitrangada Singh) (زاده ۳۰ اوت ۱۹۷۶) بازیگر، مدل هندی است.
از فیلم‌های معروف او می‌توان به بازی در فیلم پسران هندی اشاره کرد.

## فیلم‌شناسی
فهرست برخی از فیلم‌هایی که چیترانگادا سینگ در آن‌ها به ایفای نقش پرداخته‌است:
- پسران هندی
- بذله‌گو
- نترس
- من، من هستم
- مونا مایکل
- بازار
- زندگی این سال
- استاد، همسر و گنگستر ۳
- هزار آرزو مثل این
- باب بیسواس
- چراغ نفتی
- برای سرگرمی